# Ferenc Czvikovszky
Ferenc Czvikovszky (Budapest, 1 de enero de 1932) es un deportista húngaro que compitió en esgrima, especialista en las modalidades de florete y espada. Ganó cinco medallas en el Campeonato Mundial de Esgrima entre los años 1957 y 1961.

## Palmarés internacional
| Campeonato Mundial | Campeonato Mundial          | Campeonato Mundial | Campeonato Mundial  |
| Año                | Lugar                       | Medalla            | Prueba              |
| ------------------ | --------------------------- | ------------------ | ------------------- |
| 1957               | París (Francia)             | Medalla de oro     | Florete por equipos |
| 1957               | París (Francia)             | Medalla de plata   | Espada por equipos  |
| 1958               | Filadelfia (Estados Unidos) | Medalla de plata   | Florete individual  |
| 1959               | Budapest (Hungría)          | Medalla de bronce  | Florete por equipos |
| 1961               | Turín (Italia)              | Medalla de plata   | Florete por equipos |